# Хороль (аеродром)
Хоро́ль також Хороль Східний - аеродром військово-морської авіації в Приморському краї, Росія, розташований в 3 км на схід від міста Хороль, Росія. Свою назву місто одержало від переселенців з Полтавської губернії, на честь ріки Хорол і міста Хорол.
Хороль проєктувався як аеродром важких бомбардувальників.

## Історія
На території аеродрому ще у 1930-х була побудована ґрунтова злітно-посадкова смуга.
В часи СРСР аеродром підпорядковувався 1-шій Далекосхідній повітряній армії. Однак це була в основному база радянської морської авіації.
Після розширення злітно-посадкової смуги в 1964 році з 2500 м до 3700 м тут була одна з найбільших злітно-посадкових смуг у східній Росії.
На аеродромі базувались два полки Тихоокеанського флоту. Одним із них був 310-й окремий авіаційний полк дальньої дії, який був оснащений Ту-142. Другим був 169-й бомбардувальний полк з Ту-16, який за даними ЦРУ нараховував 71 літак в 1964.
Пізніше також базувався 304-й гвардійський окремий дальній розвідувальний Червонопрапорний авіаційний полк на Ту-95РЦ.
Сусідня велика база важких бомбардувальників у Приморському краї — авіабаза «Воздвиженка», 62 км на південний захід була націлена на Сполучені Штати й мала ядерні сховища, тоді як Хороль був направлений передусім на тихоокеанську морську діяльність і не мав ядерних сховищ.
Через велику довжину ЗПС аеродром був вибраний одним з резервних, під назвою «Східний космопорт», для програми орбітального польоту «Буран».